# Georgios Wlachopulos

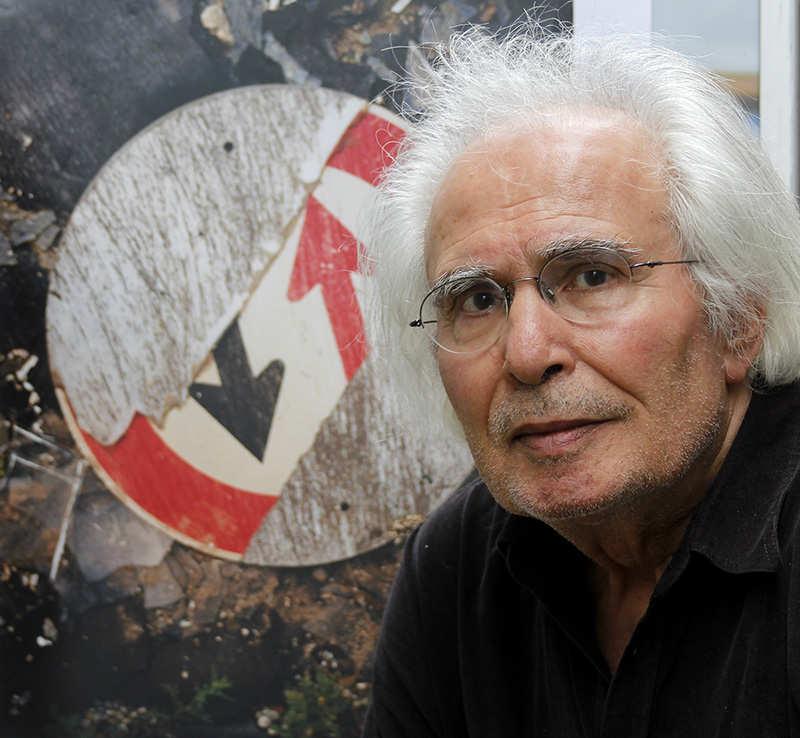
Porträt des griechischen Künstlers Georgios Wlachopulos

Georgios Wlachopulos (teils auch: Georgios Wlachopoulos griechisch Γεώργιος Βλαχόπουλος) (* 30. November 1939 in Mandra, Ortsteil von Avdira, Griechenland; † 27. März 2024 in Elsterwerda) war ein in Deutschland lebender griechischer Maler und Grafiker. Der Künstler schuf zahlreiche Wandbilder an öffentlichen Gebäuden in der einstigen DDR, von denen einige mitsamt der Gebäude nach der Wende abgerissen wurden.

## Leben

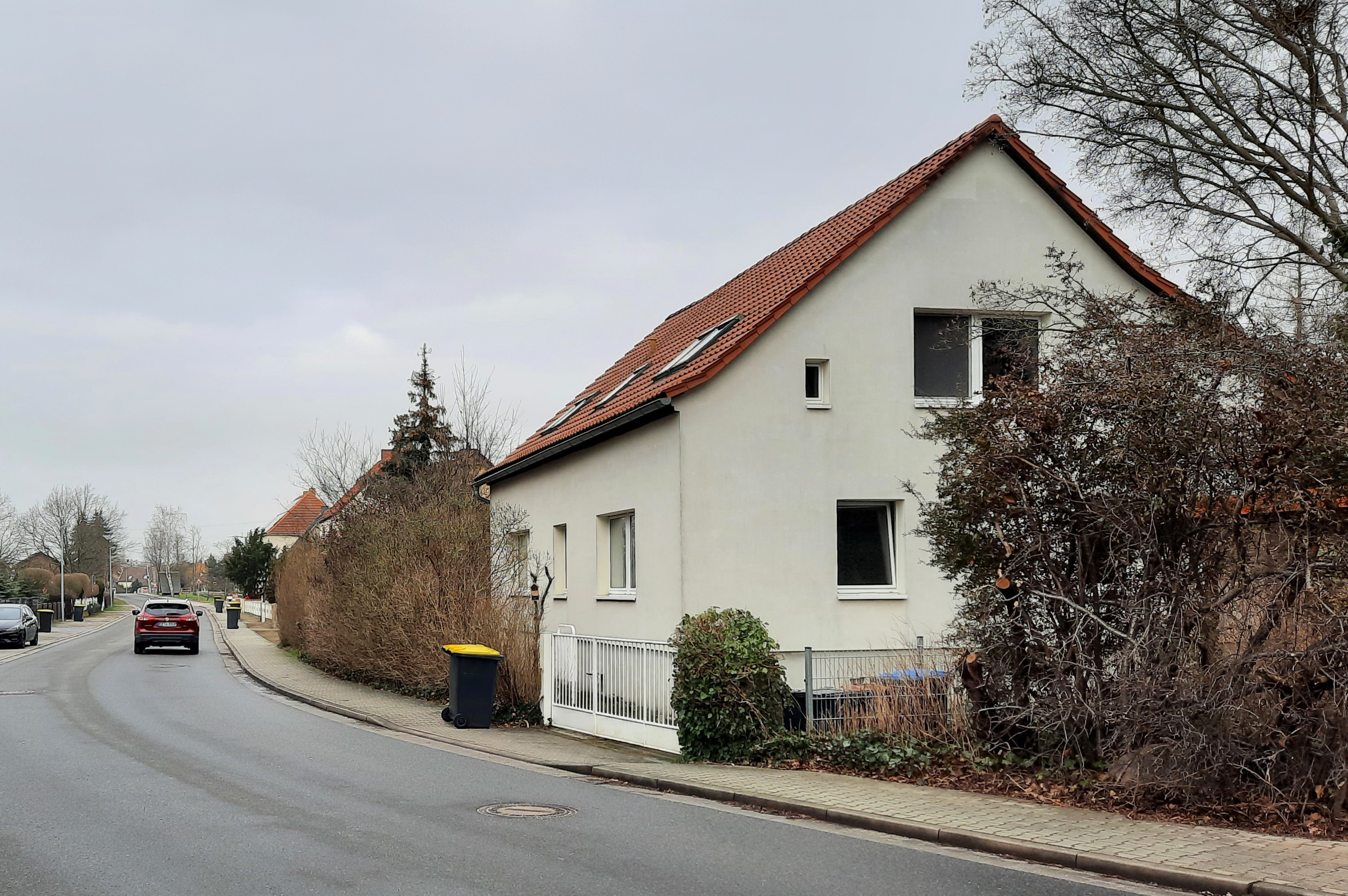
Das Wohnhaus des Künstlers in Kotschka (2023)

Georgios Wlachopulos wurde im nordostgriechischen Mandra geboren. Während der Bürgerkriegswirren im Norden Griechenlands um 1949 musste seine Mutter mit ihren drei Kindern nach Bulgarien fliehen. Sein Vater kam kurz darauf ums Leben, er kämpfte als Partisan in Nordgriechenland. 1950 wurden Georgios Wlachopulos und sein Bruder ohne Schwester und Mutter zusammen mit ca. 1.000 anderen Kindern aus Griechenland (Griechenlandkinder) in die DDR gebracht. Die beiden kamen mit vielen anderen griechischen Kindern nach Radebeul in ein Kinderheim. Nach einer Lehre als Chemiefacharbeiter von 1955 bis 1957 und vorübergehender Arbeit in seinem Beruf studierte er von 1958 bis 1963 bei Gerhard Kurt Müller an der Hochschule für Grafik und Buchkunst Leipzig. 1963 ließ er sich als freischaffender Künstler der DDR im Ortsteil Kotschka der südbrandenburgischen Kleinstadt Elsterwerda nieder. Hier war er aktives Mitglied der örtlichen Kunstszene und als 1980 in Elsterwerda die Kleine Galerie „Hans Nadler“ eröffnet wurde, war er einer der ersten Künstler, welche hier ihre Arbeiten repräsentieren durften. Befreundet war er hier unter anderem mit dem Übersetzer Wolfgang Günther.
Nach der Wende arbeitete er unter anderem einige Jahre in Berlin und Glücksburg, bevor es ihn schließlich ins nordfriesische Hattstedt an der Nordsee zog, wo er auch ein Atelier unterhielt.

## Mitgliedschaften
- Bis 1990 Verband Bildender Künstler der DDR
- Brandenburgischer Verband Bildender Künstlerinnen & Künstler e. V.

## Rezeption
„In seinen (Farb-) Holzschnitten, Radierungen und ihren Kombinationen mit anderen Techniken – wie Zinkätzungen und Aquatinten entwickelt er eine Formsprache, die sich in gegenständlich verknappten, expressiv gesteigerten Sinnbildern äußert.“
Klaus Hammer

## Werke (Auswahl)

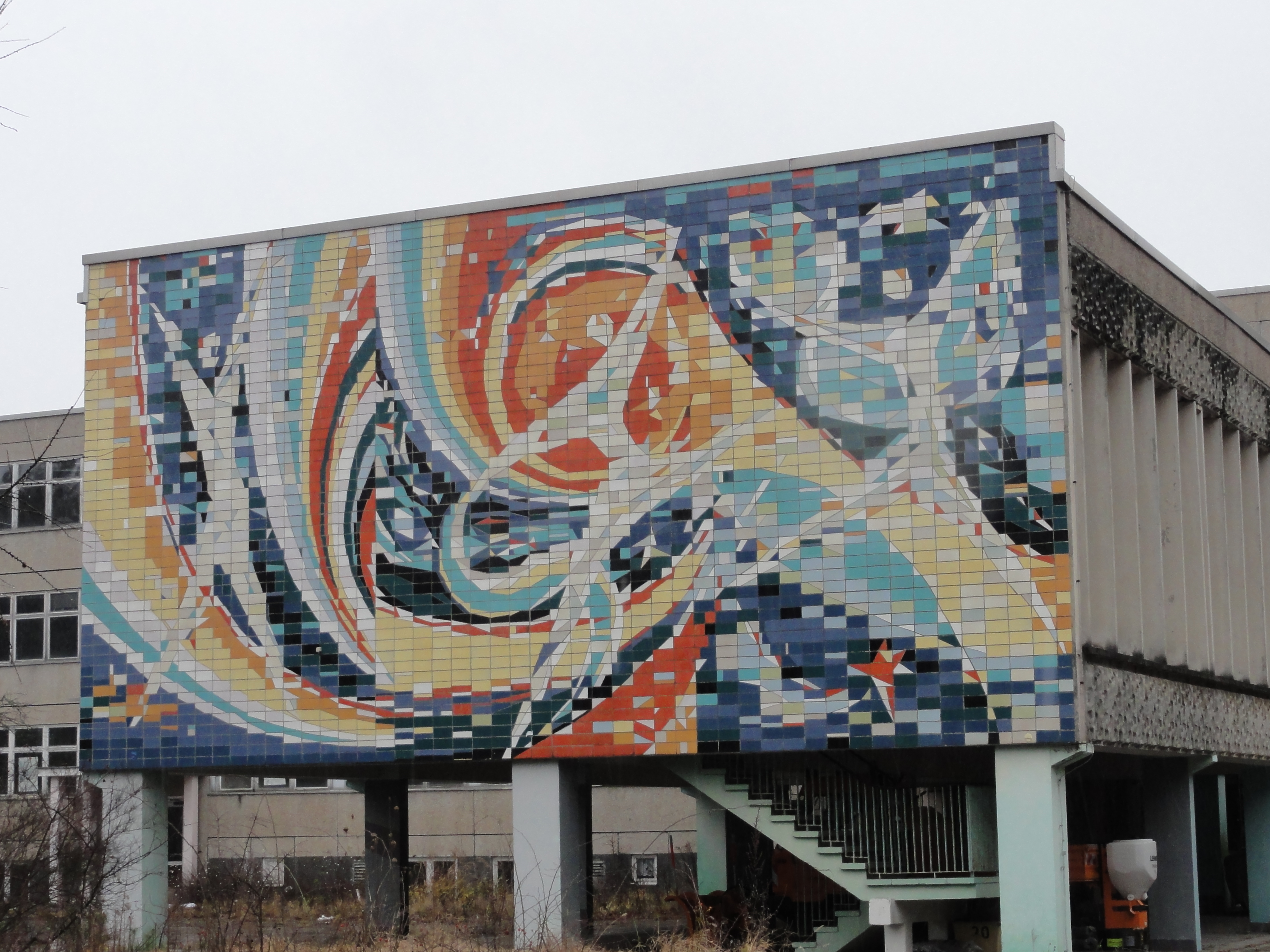
Das Wandbild „Lebensfreude“ am alten Standort.

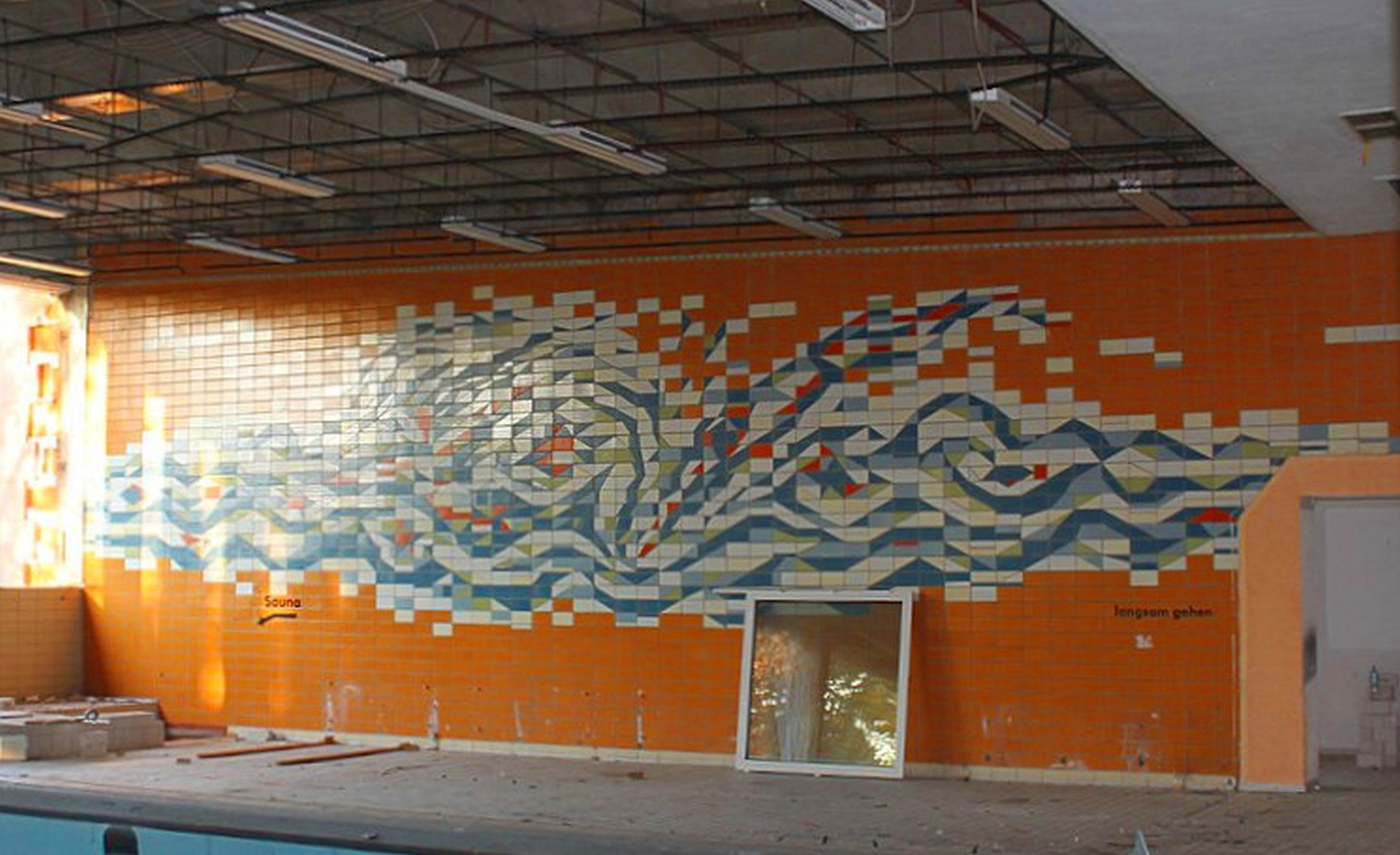
Das Wandbild in der 2010 abgerissenen Schwimmhalle von Bad Liebenwerda

### Malerei
- Das Zimmer (1965, Öl)[5]
- Landschaft bei Athen (1971, Aquarell)[6]

### Druckgrafik
- Spreewald (Zyklus von Radierungen)[7].
- Im Weltraum (1967, Radierung)[8]

- Umarmung (1974, Metallätzung)
- Auf der Baustelle (1978, Zinkätzung, 50 × 65 cm)[9]
- Gruß an L. (1983, Holzschnitt, Zinkätzung, 27 × 23 cm)[10]

### Baugebundene Werke
- Wandbild in Schwarzheide am Synthesewerk
- Wandbild in Berlin-Hellersdorf
- Wandbild in der Schwimmhalle Bad Liebenwerda
- Spremberger Wandbild aus Emailleplatten 1975.[11]
- Lebensfreude, Mosaik aus Meißener Spaltkeramik-Platten 6 × 12 m an der ehemaligen 5. Mittelschule in Weisswasser (Kulturdenkmal Nr. 08975146), 1981[12] Translozierung zum ehemaligen „Puck“, 2020[13]
- Cottbus-Schmellwitz: „Wandbild Sorbische Folklore, Kohle und Energie“ (Wohnblock „Zuschka“, 1991)[14]

### Buchillustrationen
- Georg Christoph Lichtenberg:  Aphorismen. Hochschule für Grafik und Buchkunst, Leipzig 1961
- Lucianus Samosatensis: Verkauf von Philosophentypen. Hochschule für Grafik und Buchkunst, Leipzig 1963
- Margarete Neumann: Blätter. Gedichte. Aufbau-Verlag, Berlin 1977

## Ausstellungen (unvollständig)

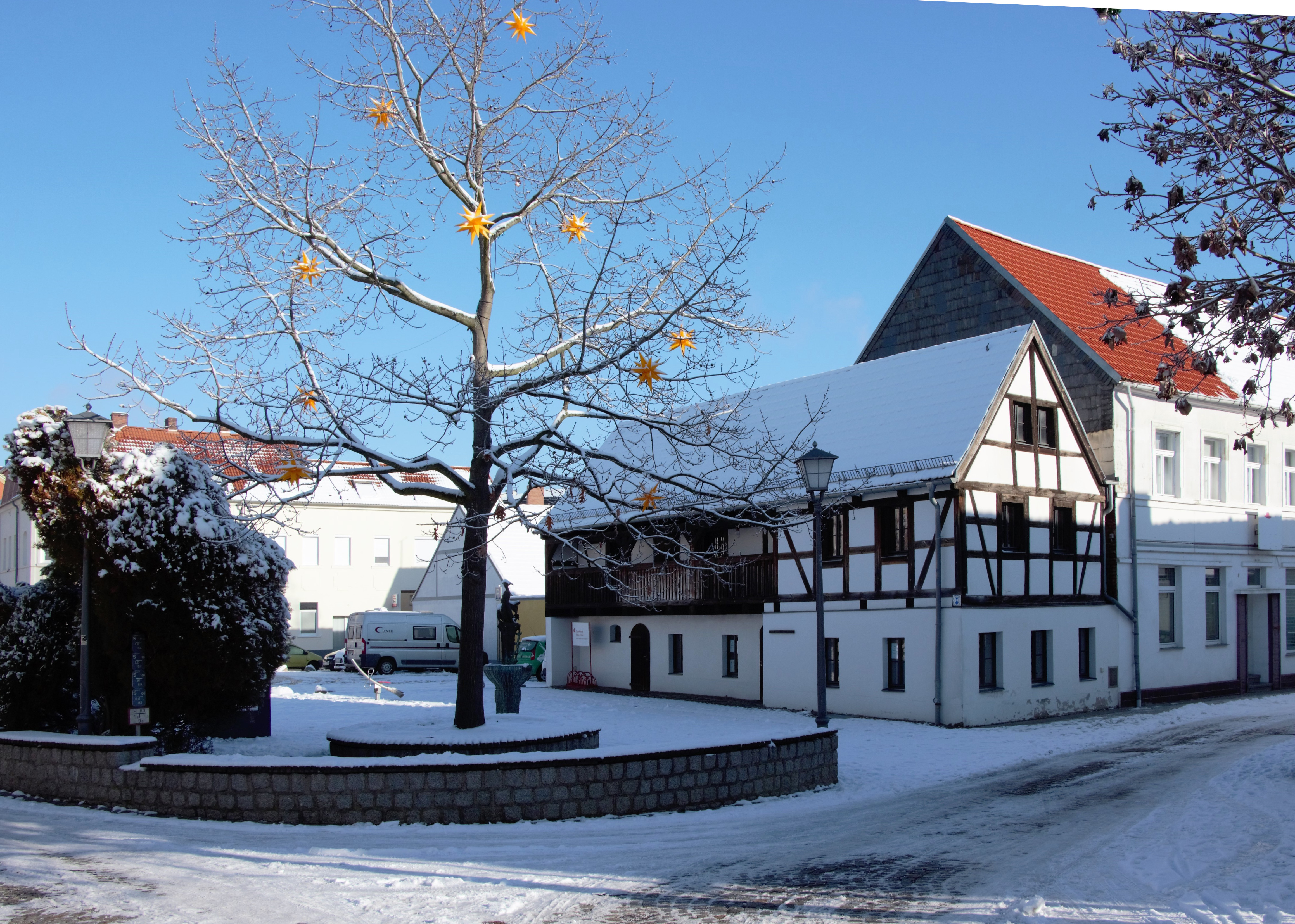
Die Kleine Galerie „Hans Nadler“ in Elsterwerda

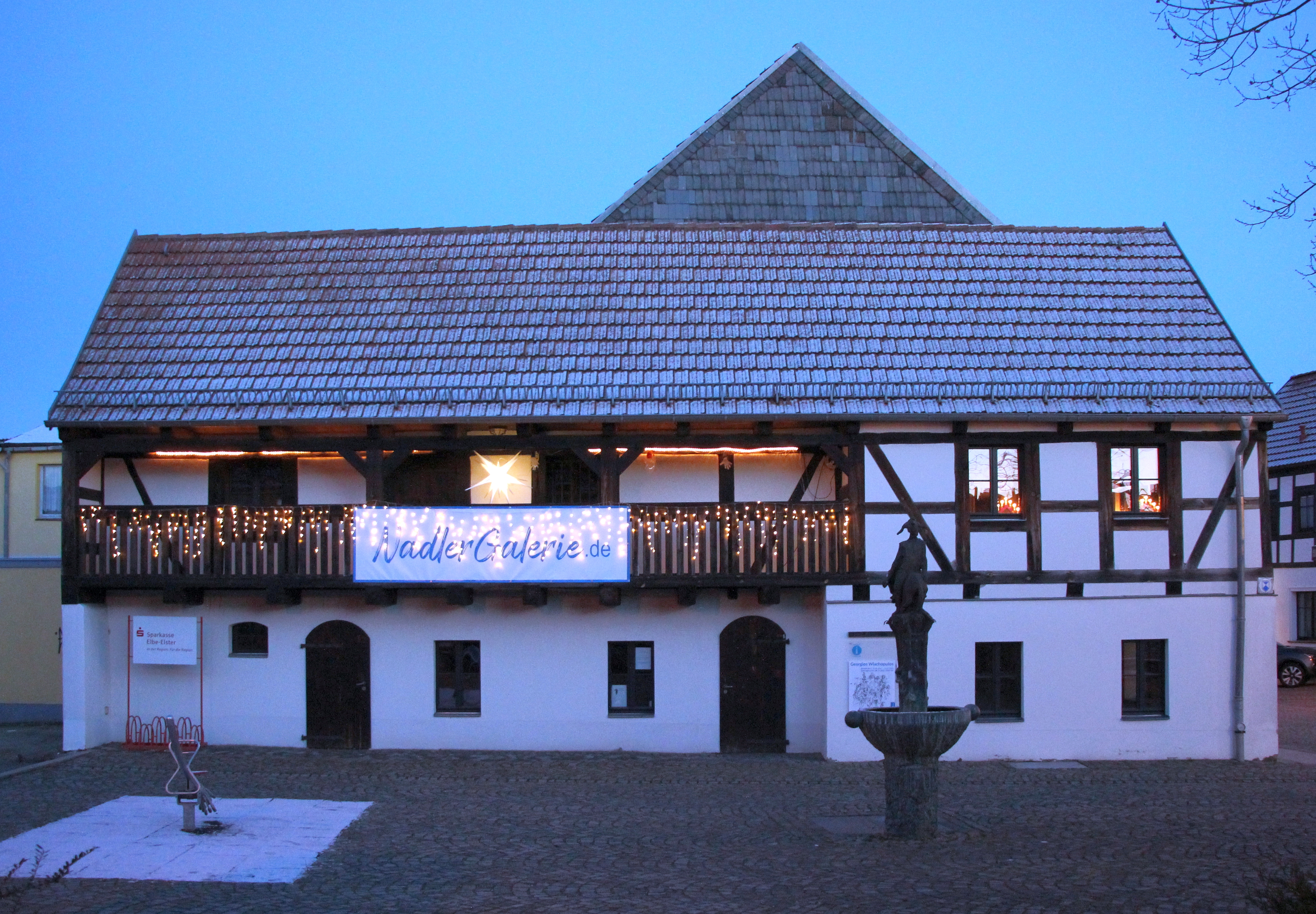
Die Kleine Galerie „Hans Nadler“ im Dezember 2021 zum Zeitpunkt einer Ausstellung von Georgios Wlachopulos

### Personalausstellungen
- 1979: Neubrandenburg, Galerie im Friedländer Tor (Grafik und Malerei)
- 1980: Elsterwerda, Kleine Galerie „Hans Nadler“ (Grafik)[15]
- 1982: Elsterwerda, Kleine Galerie „Hans Nadler“ (Malerei)[16]
- 1983: Elsterwerda, Kleine Galerie „Hans Nadler“ (Georgios Wlachopulos und Laienkünstler)[17]
- 1984: Cottbus, Galerie Carl Blechen (Zinkografien)
- 1988: Elsterwerda, Kleine Galerie „Hans Nadler“ (Grafik)[18]
- 1989: Elsterwerda, Kleine Galerie „Hans Nadler“ (Grafik)[19]
- 1996: Schwarzheide, Galerie der BASF Schwarzheide GmbH (mit Maja Herold)
- 1999: Elsterwerda, Kleine Galerie „Hans Nadler“ (Malerei und Kunst am Bau)[20]
- 2009: Elsterwerda, Kleine Galerie „Hans Nadler“, „Rückblick“ (Malerei, Grafik)[21]
- 2021: Elsterwerda, Kleine Galerie „Hans Nadler“, „Rückblick 2“ (Malerei, Grafik)[22]
- postum 2025: Senftenberg, Museum des Landkreises Oberspreewald-Lausitz (mit Dieter Claußnitzer und Dietrich Lusici)[23]

### Ausstellungsbeteiligungen
- 1967/1968 und 1977/1978: Dresden, VI. Deutsche Kunstausstellung und VIII. Kunstausstellung der DDR
- 1969, 1974, 1979 und 1984: Cottbus, Bezirkskunstausstellungen
- 1969 und 1977: Leipzig („Kunst und Sport“)
- 1974: Berlin („Grafik in der DDR“)
- 1975: Schwerin, Staatliches Museum („Farbige Grafik in der DDR“)
- 1976: Karl-Marx-Stadt, Städtische Museen („Jugend und Jugendobjekte im Sozialismus“)
- 1979: Berlin, Altes Museum („Jugend in der Kunst“)
- 1982: Cottbus, Kunstsammlung Cottbus („Aspekte Cottbuser Kunst“)
- 1986: Cottbus, Staatliche Kunstsammlungen („Bekenntnis und Tat“)
- 2008: Elsterwerda, Kleine Galerie „Hans Nadler“ (Sonderausstellung Aktmalerei. 6. Historische Einkaufsnacht.)[24]